# Parafia Matki Bożej Różańcowej w Nagłowicach
Parafia Matki Bożej Różańcowej w Nagłowicach – parafia rzymskokatolicka należąca do dekanatu jędrzejowskiego w diecezji kieleckiej. Erygowana w 1240. Duszpasterstwo w niej prowadzą księża diecezjalni. Kościół konsekrowany w 1914. 